# Barychivka
Barychivka (en ukrainien : Баришівка) ou Barychevka (en russe : Барышевка) est une ville de l'oblast de Kiev, en Ukraine, et le centre administratif du raïon de Barychivka. Elle compte 10 434 habitants en 2021.

## Démographie
Sa population s'élevait à 11 178 habitants en 2001.

## Personnalités liées à la ville
- Svetlana Guérassimenko (1945-2025), astronome soviétique puis ukrainienne et tadjike.

## Jumelage
La ville est jumelée à :
- Pullach im Isartal (Allemagne)
- Marina Horka (Biélorussie)

## Galerie d'images

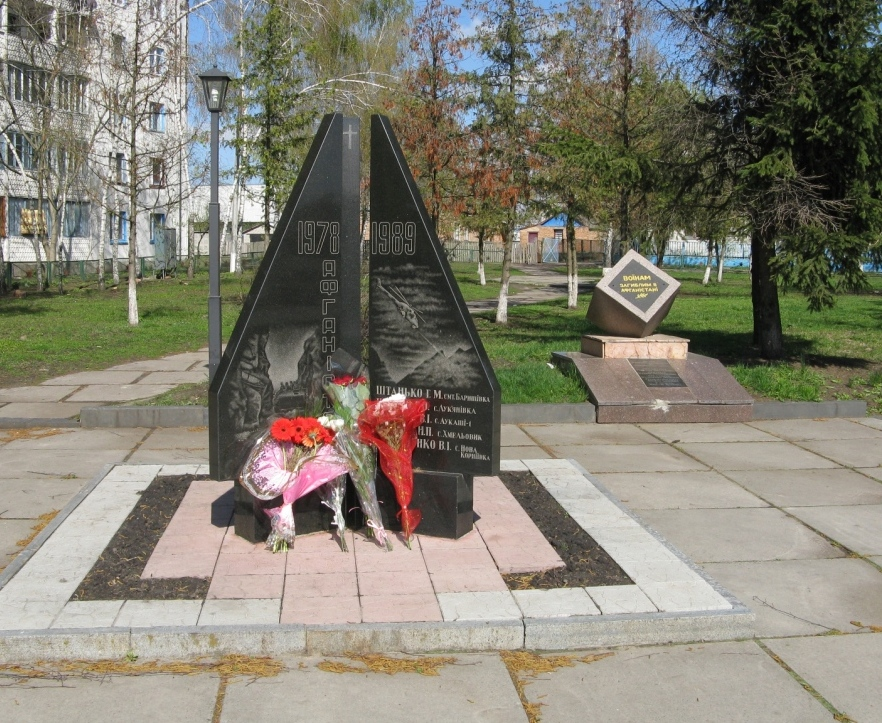
Monument aux habitants de Barychivka décédés lors de la guerre d'Afghanistan
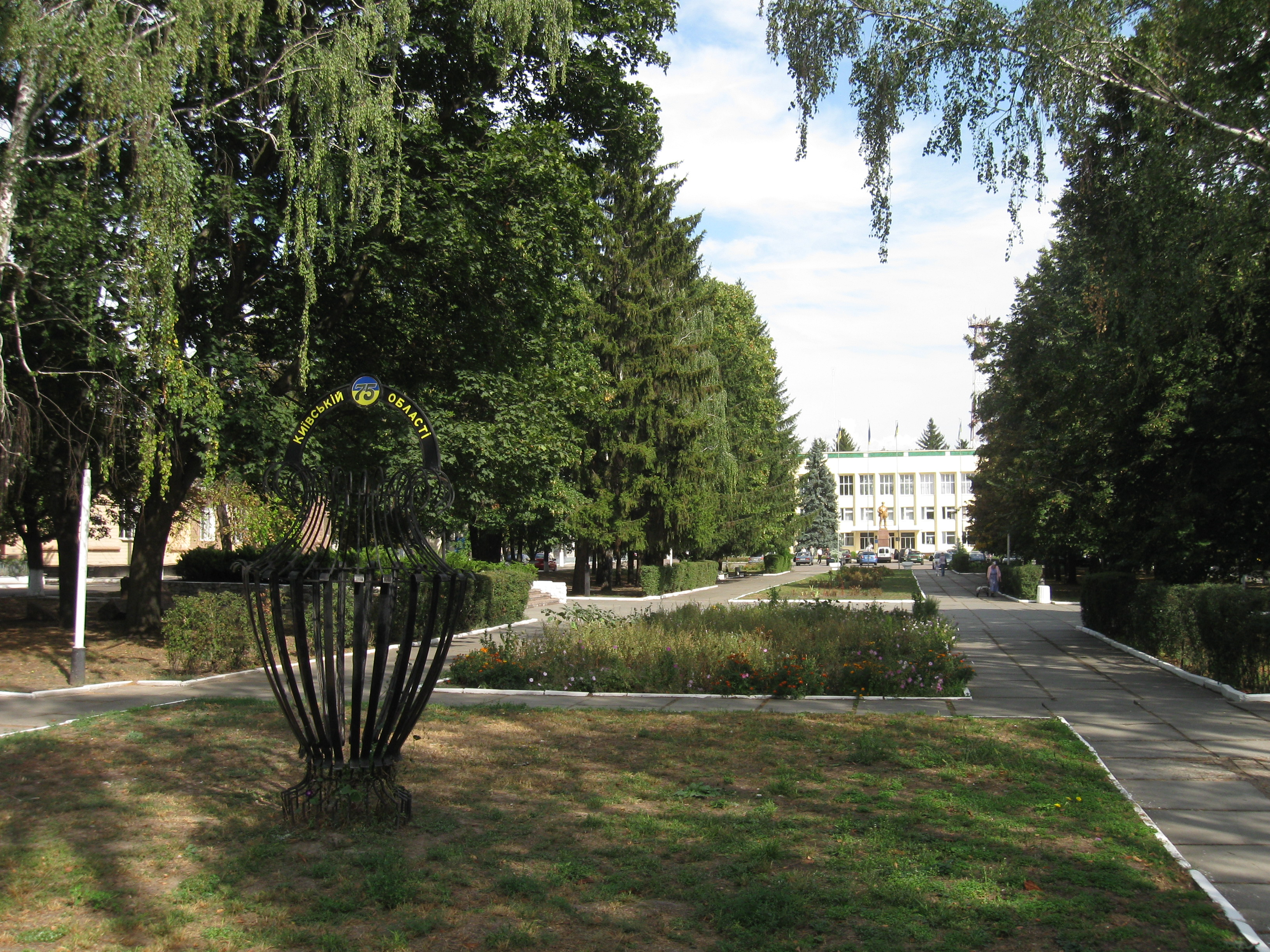
Centre de Barychivka